# Sistema de gerenciamento de configuração
De acordo com o ITIL Service Transition, o sistema de gerenciamento de configuração (SGC) (do inglês: configuration management system (CMS)) é um conjunto de ferramentas, dados e informações que é usado para prover suporte ao gerenciamento de ativos e configuração.
O SGC é parte de um sistema geral de gerenciamento de conhecimento de serviços e inclui ferramentas para coletar, armazenar, gerenciar, atualizar, analisar e apresentar dados sobre todos os itens de configuração e seus relacionamentos. O SGC também pode incluir informações sobre incidentes, problemas, erros conhecidos, mudanças e liberações.
O SGC é mantido pelo gerenciamento de ativos de serviço e configuração e é usado por todos os processos de gerenciamento de serviços de TI.